# Satellietcel

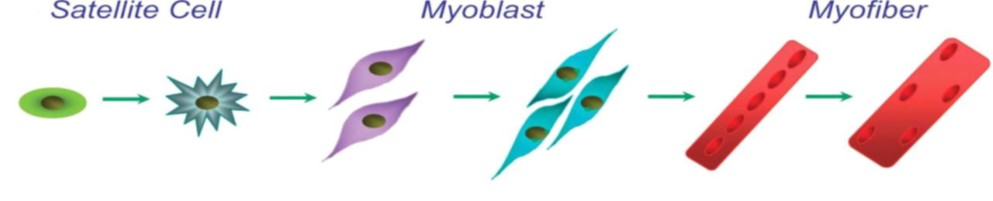
Van satellietcel tot spiervezel

Satellietcellen, ook wel bekend als myosatellietcellen, zijn stamcellen die zich bevinden tussen de basale membranen en dwarsgestreepte skeletspiercellen in spierweefsel, inclusief die van volwassenen. Ze worden alleen aangetroffen in dwarsgestreepte skeletspieren. Een deel van deze cellen bevindt zich in de groeven dicht bij de haarvaten en het andere deel bevindt zich in het hypoxische gebied. Dit zijn zeer veel voorkomende niet-spiercellen en nietgestreepte cellen waarvan de kernen ongeveer 4% van de totale kernen vertegenwoordigen. Deze cellen zijn bijzonder resistent; ze kunnen zelfs van lijken van enkele dagen oud genomen worden en in celculturen geplaats worden. Deze cellen zijn over het algemeen in rust, maar tijdens spierletsel kunnen deze cellen zich vermenigvuldigen en vervolgens differentiëren tot spiercellen. Sommige cellen blijven ongedifferentieerd en vullen zo de voorraad satellietcellen aan.
Hun verdeling over de vezel kan aanzienlijk variëren. Niet-proliferatieve, rustende satellietcellen, die grenzen aan rustende skeletspieren, kunnen worden geïdentificeerd door hun duidelijke locatie tussen sarcolemma en basale membraan, een hoge verhouding tussen kern- en cytoplasmatisch volume, weinig organellen (bijv. ribosomen, endoplasmatisch reticulum, mitochondriën, golgicomplexen), kleine celkerngrootte en een grote hoeveelheid celkern heterochromatine in verhouding tot de celkernen. Aan de andere kant hebben geactiveerde satellietcellen een verhoogd aantal caveolae, cytoplasmatische organellen en verlaagde niveaus van heterochromatine. Satellietcellen kunnen differentiëren en fuseren om bestaande spiervezels te vergroten en nieuwe vezels te vormen. Deze cellen vertegenwoordigen de oudste bekende volwassen stamcel niche en zijn betrokken bij de normale groei van spieren, evenals bij regeneratie na een verwonding of ziekte.